# Gidino di Sommacampagna
Gidino di Sommacampagna (Sommacampagna, 1320/1330 – 1400 circa) è stato un poeta, metricologo e insegnante italiano.

## Biografia
Fu un maestro di lettere volgari al servizio di alcune corti dell'Italia settentrionale nel XIV secolo.
Visse per lungo tempo alla corte degli Scaligeri e fu al servizio di Cangrande II della Scala e di Cansignorio.
Compose alcune rime, fra le quali si ricorda un sonetto sotto forma di tenzone elaborato insieme a Francesco di Vannozzo, ma l'opera maggiormente conosciuta è il Trattato dei ritmi volgari , scritto negli anni tra il 1381 e il 1384, e dedicato  ad Antonio della Scala.